# 棕斑石斑鱼
棕斑石斑鱼（学名：Epinephelus corallicola），又名珊瑚石斑魚、黑駁石斑魚，為輻鰭魚綱鱸形目鱸亞目鮨科的其中一種，分布於西太平洋區，包括泰國、印尼、台灣、菲律賓、澳洲至所羅門群島、馬里亞納群島海域，棲息深度可達30公尺，體長可達49公分，生活在水淺的泥礁、河口區，為底棲性魚類，屬肉食性，可做為食用魚。

## 擴展閱讀
維基物種上的相關：黑駁石斑魚